# 朗根斯
朗根斯是德国黑森州的一个市镇。总面积52.54平方公里，总人口11756人，其中男性5800人，女性5956人（2011年12月31日），人口密度224人/平方公里。